# Saint-Martin-d'Heuille
Saint-Martin-d'Heuille este o comună în departamentul Nièvre din centrul Franței. În 2009 avea o populație de 583 de locuitori.

## Evoluția populației
| An        | 1975 | 1982 | 1990 | 1999 | 2006 | 2009 |
| --------- | ---- | ---- | ---- | ---- | ---- | ---- |
| Populație | 380  | 502  | 515  | 534  | 579  | 583  |